# Mihkel Ainsalu
Mihkel Ainsalu (sinh 8 tháng 3 năm 1996) là một cầu thủ bóng đá Estonia thi đấu ở vị trí tiền vệ cho câu lạc bộ Lviv và đội tuyển quốc gia Estonia.

## Sự nghiệp quốc tế
Ainsalu ra mắt cho Estonia ngày 23 tháng 11 năm 2017, trong trận thắng 1–0 trên sân khách trước Vanuatu trong trận giao hữu.

## Danh hiệu

### Câu lạc bộ
Nõmme Kalju II
- Esiliiga B: 2013

Flora
- Meistriliiga: 2015, 2017
- Cúp bóng đá Estonia: 2015–16
- Siêu cúp bóng đá Estonia: 2016